# Pan en Chile

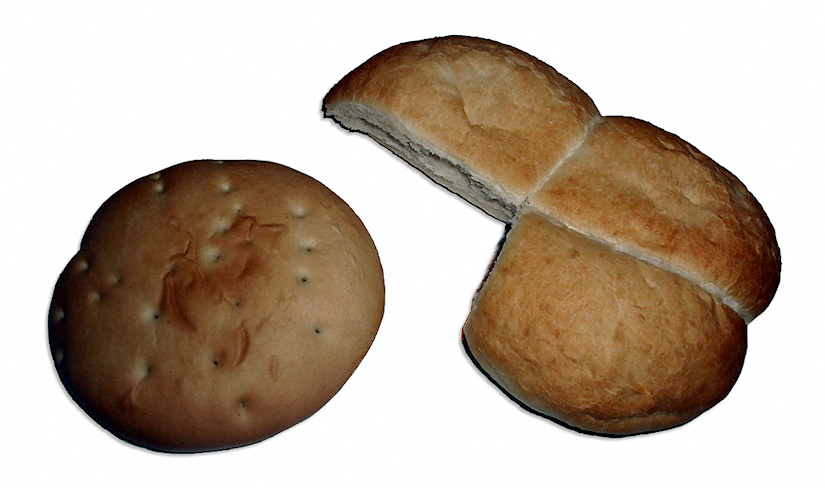
Hallulla (izquierda) y marraqueta (derecha), panes tradicionales chilenos

El pan en Chile es producido de forma masiva desde la época colonial y forma parte importante de la gastronomía nacional, siendo el país uno de los mayores productores y consumidores de pan a nivel mundial.

## Historia
El historiador Benjamín Vicuña Mackenna señala que la primera panadería en Chile dataría de 1648, instalada en la parcela «La Chacarilla» de Valparaíso, perteneciente a Mariana Deza. Vicuña Mackenna relata también que alrededor de 1700 era frecuente en Santiago que la elaboración de pan se realizara en los conventos o de forma artesanal en las propias casas. Posterior a la independencia de Chile, diversos extranjeros que visitaron el país —como María Graham y Claudio Gay, por ejemplo— describían la calidad del pan elaborado en Santiago y Valparaíso.
La marraqueta —también llamada «pan batido» o «pan francés»— es uno de los panes más populares de Chile, y sobre su creación existen varias teorías: según Benjamín Vicuña Mackenna habría sido creada en 1810 en la panadería del español Ambrosio Gómez, ubicada en el sector santiaguino de La Chimba junto al puente de Calicanto, mientras que otra historia señala que se ha atribuido su llegada a Chile por medio de dos hermanos panaderos franceses de apellido Marraquette, quienes habrían residido en Valparaíso a principios del siglo XX, pero no existe registro alguno que acredite su existencia por lo que posiblemente sea una historia apócrifa.

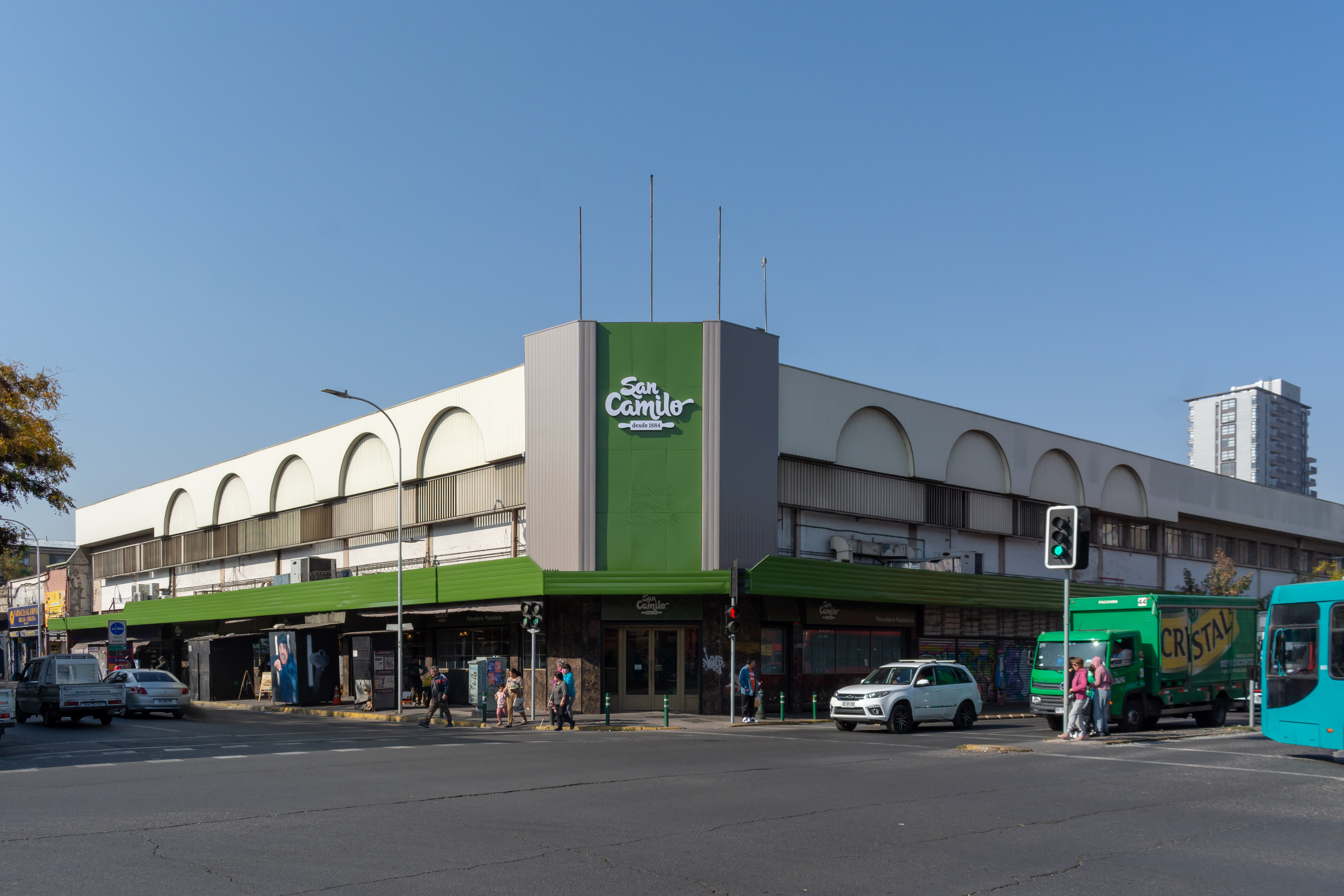
Casa matriz de la panadería San Camilo, en Matucana con San Pablo

En 1884 fue fundada en Santiago, en la esquina de las avenidas Matucana y San Pablo, la panadería San Camilo, una de las más antiguas del país aún en funcionamiento. En 1936 inauguró su primera sucursal en la esquina de Alameda con San Alfonso, y en 1939 un nuevo local en Alameda con Matucana. En sus inicios, el pan se repartía en carretas tiradas por caballos, tal como lo realizaba la panadería «La Espiga de Oro» de Rengo, fundada en 1928 y que cerró sus puertas en diciembre de 2021.

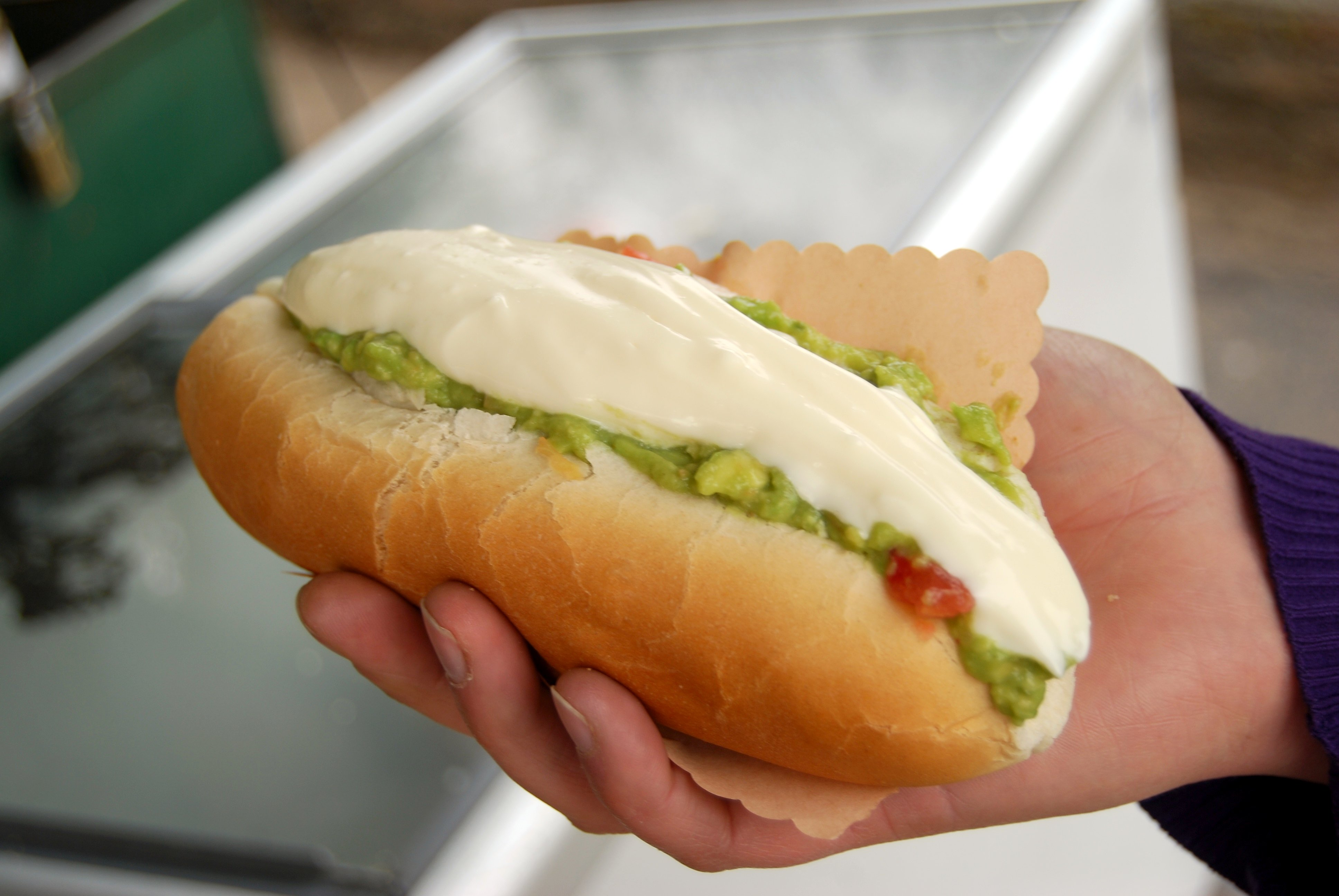
Completo italiano

En los años 1920 se popularizó en Santiago el pan de hot dog luego de la introducción de dicha comida al país —con la denominación local de completo— mediante el «Quick Lunch Bahamondes», el primer local en vender esta variedad de sándwich, que popularizó el local ubicado en pleno centro de la capital. En 1951 fue promulgado el Decreto 1939 que obligaba a los molinos a fortificar la harina de trigo con hierro, calcio y vitaminas del complejo B, por lo que el pan comenzaría a tener una mayor presencia de dichos nutrientes.
El gobierno de Jorge Alessandri (1958-1964) estableció que el pan debía venderse por kilo y no por unidad. Durante la presidencia de Eduardo Frei Montalva (1964-1970) se estableció la venta obligatoria del «pan monroy» —también denominado «pan corriente», que era de 500 gramos y de precio económico— y del «pan especial» —de menor tamaño que el pan monroy pero de mejor calidad y mayor precio—. Una vez asumido el gobierno de Salvador Allende (1970-1973), el 2 de enero de 1971 entró en vigencia un decreto de la Dirección de Industria y Comercio (Dirinco) que establecía un tipo único de pan —elaborado con harina flor, sal, levadura y agua— con un peso de 111 gramos cada unidad; su precio fue fijado en E° 1,70 por kilo y se eliminaron las categorías de «pan corriente» y «pan especial», permitiendo la elaboración de este último por parte de las panificadoras pero solo para que fuese distribuido en supermercados, restaurantes, bares, hoteles y negocios similares. La medida de establecer dicho tipo de pan generó rechazo en algunos industriales panificadores, quienes procedían a elaborar un pan de calidad inferior para que los consumidores no lo adquirieran y terminaran comprando panes de mayor calidad, y por ende de mayor precio.

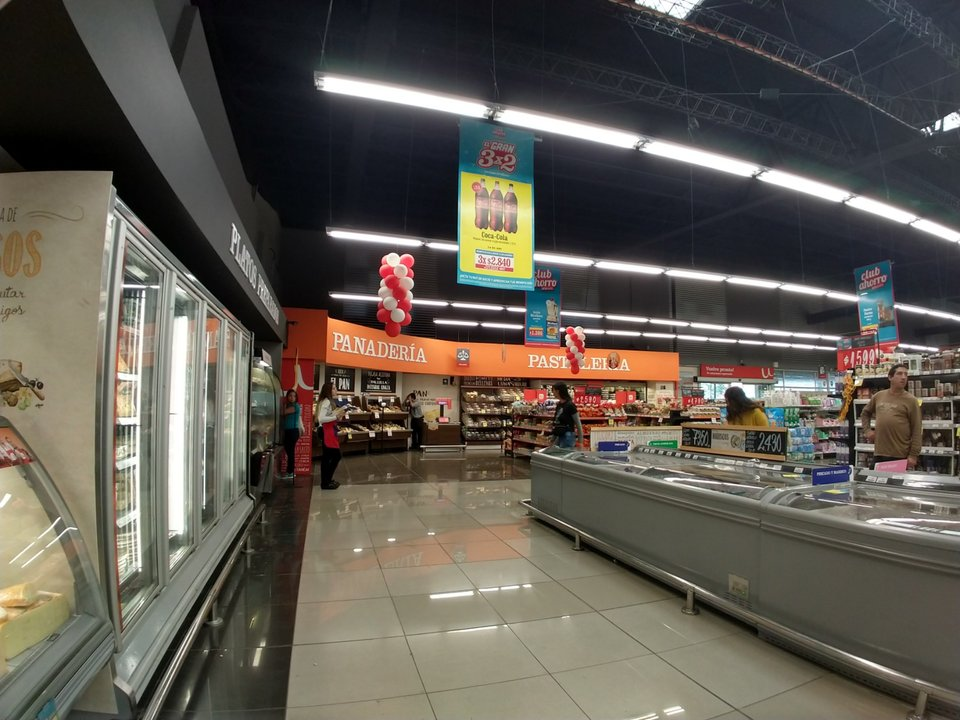
Sección de panadería en un supermercado Unimarc en Ñuñoa

Luego del golpe de Estado del 11 de septiembre de 1973 que dio inicio a la dictadura militar, el precio del pan siguió fijado por las autoridades hasta el 26 de octubre de 1977, fecha en que se liberó su valor y pudiendo ser fijado libremente por cada vendedor, lo que dio inicio a la liberalización de la industria panificadora y el aumento de la competencia entre las panaderías. También se inició la venta de pan fresco al interior de los supermercados, siendo Las Brisas la cadena pionera instalando panaderías propias en sus salas de venta en Viña del Mar y Concepción en 1980, seguido de las cadenas Marmentini Letelier y Santa Isabel en la región de Valparaíso, para finalmente establecerse en supermercados de Santiago alrededor de 1985.
En los años 1990 se realizaron varias modificaciones para adecuar los nutrientes añadidos a la harina de trigo a la realidad nacional: el 13 de mayo de 1997 fue publicado el decreto 977 que aprobaba un nuevo Reglamento Sanitario para los alimentos, y que establecía que el hierro se debía agregar como sulfato ferroso (30 mg/kg de harina) y se eliminaba la adición de calcio. En 1999 se decidió añadir el ácido fólico (2,2 mg/kg) como fortificante de las harinas, y a partir de 2009 el Ministerio de Salud inició una estrategia voluntaria con empresarios panificadoras para disminuir la cantidad de sal en la elaboración del pan, con el fin de reducir el consumo de sodio.

## Producción y consumo

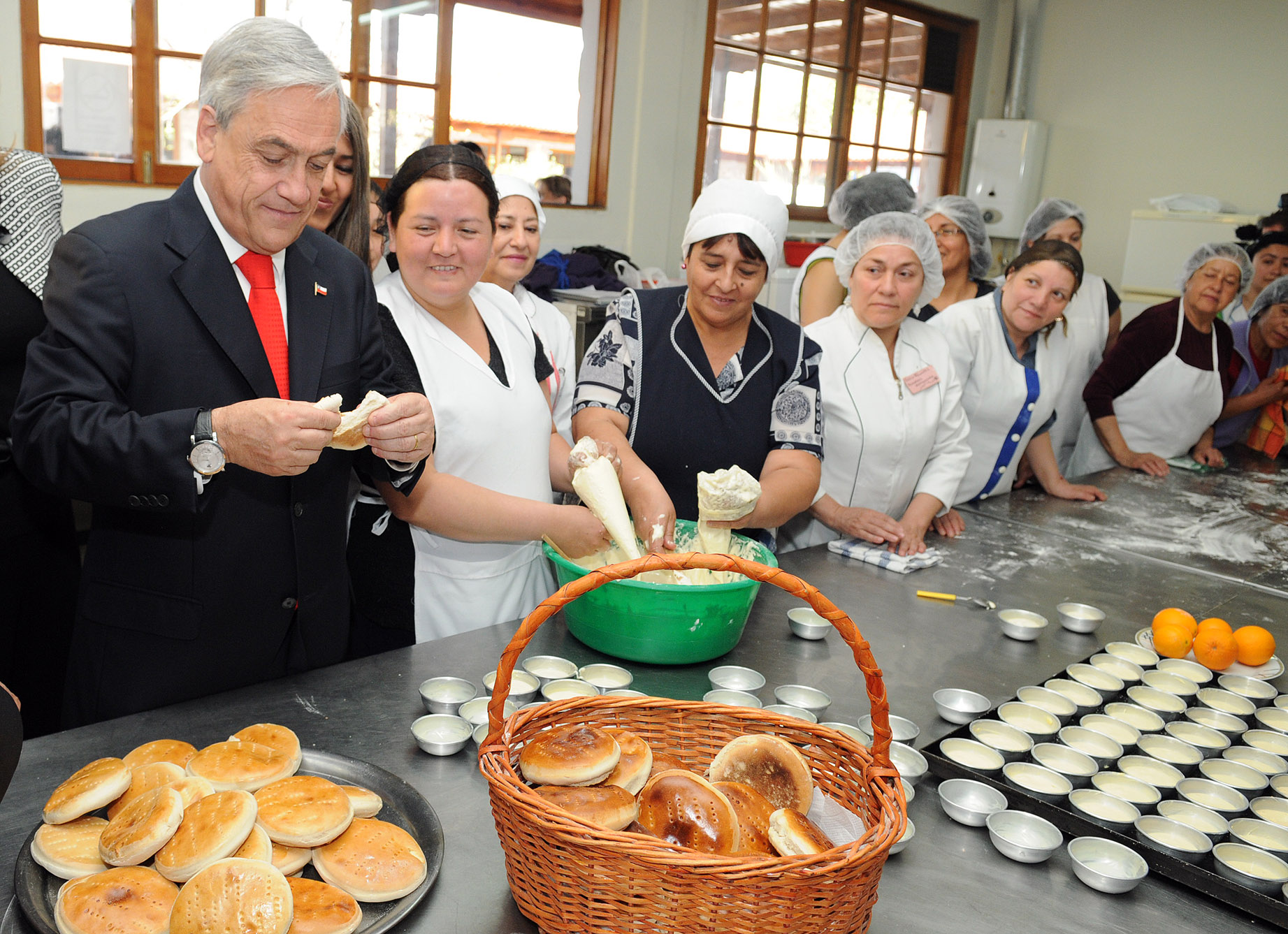
El entonces presidente de Chile, Sebastián Piñera, visitando una panadería en 2011

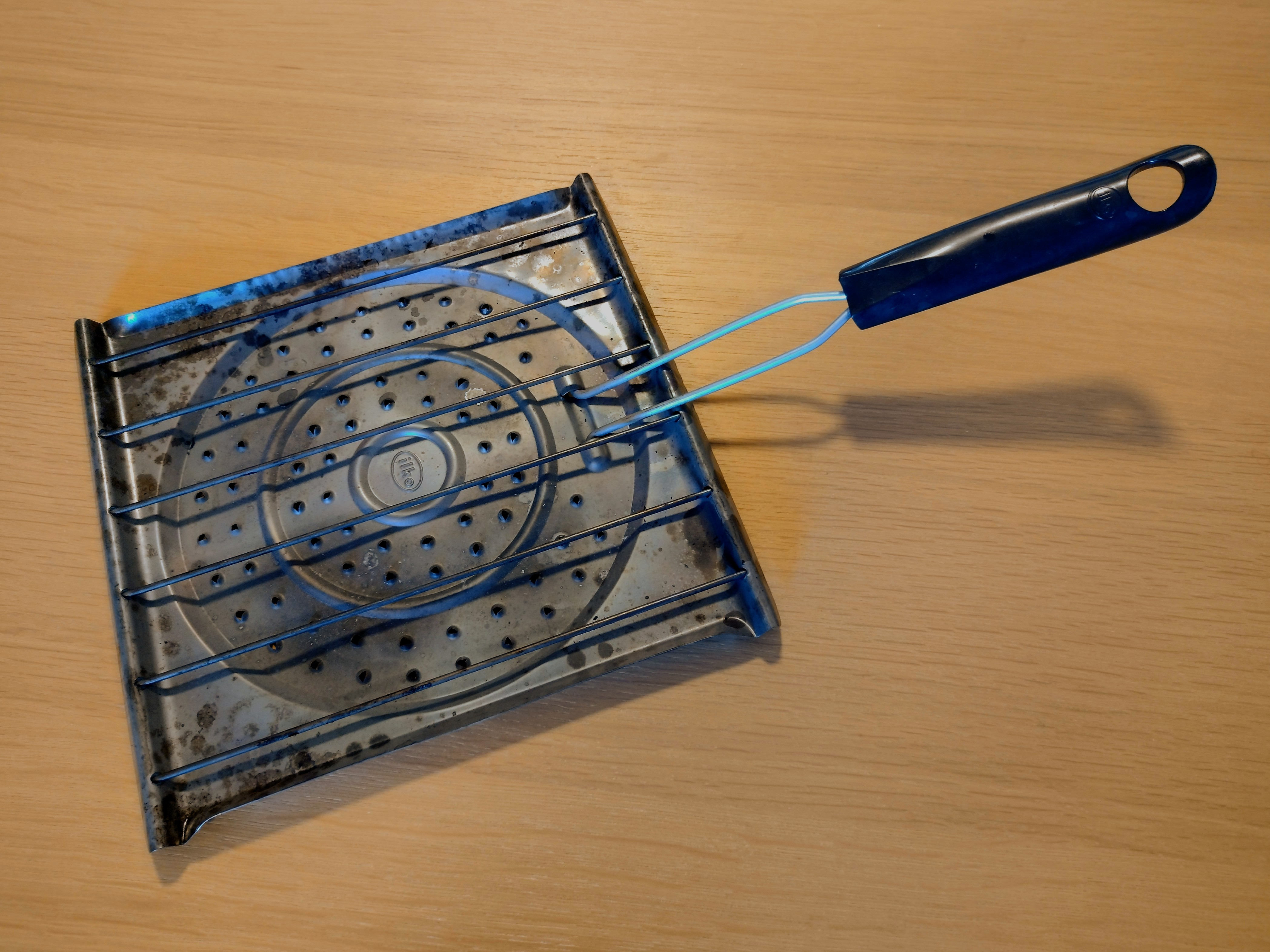
Tostador chileno

En Chile el consumo de pan factura anualmente más de 1300 millones de dólares estadounidenses, de los cuales el 70 % corresponde a la marraqueta, el 20 % a la hallulla, y el resto a la baguette, al «pan frica», y a los panes campesinos (churrasca, tortilla de rescoldo, pan amasado y el pan de Chiloé). Después de Turquía y Rusia, Alemania comparte el tercer puesto de consumidor de pan a nivel mundial con Chile, donde se consumen anualmente 89 kg por persona. Es habitual el consumo de pan a la hora de once, acompañado de té, café o leche, así como también a la hora del desayuno, como acompañamiento en el almuerzo o incluso en la cena.
Hacia 2011, la industria panadera aportaba el 18 % del producto interno bruto (PIB) de la industria alimentaria chilena. De acuerdo al Servicio de Impuestos Internos (SII), en 2012 existían 12 349 empresas elaboradoras de productos de panadería y pastelería, de las cuales el 99,6 % corresponden a pequeñas y medianas empresas.
Hacia los años 1920 fue inventado en Chile un tostador de hojalata, también conocido como tostador chileno, que con el paso de los años comenzó a ser utilizado para calentar pan, debido también a la dificultad de tostar ciertas variedades (como por ejemplo la marraqueta) en tostadoras eléctricas.

## Tipos de panes

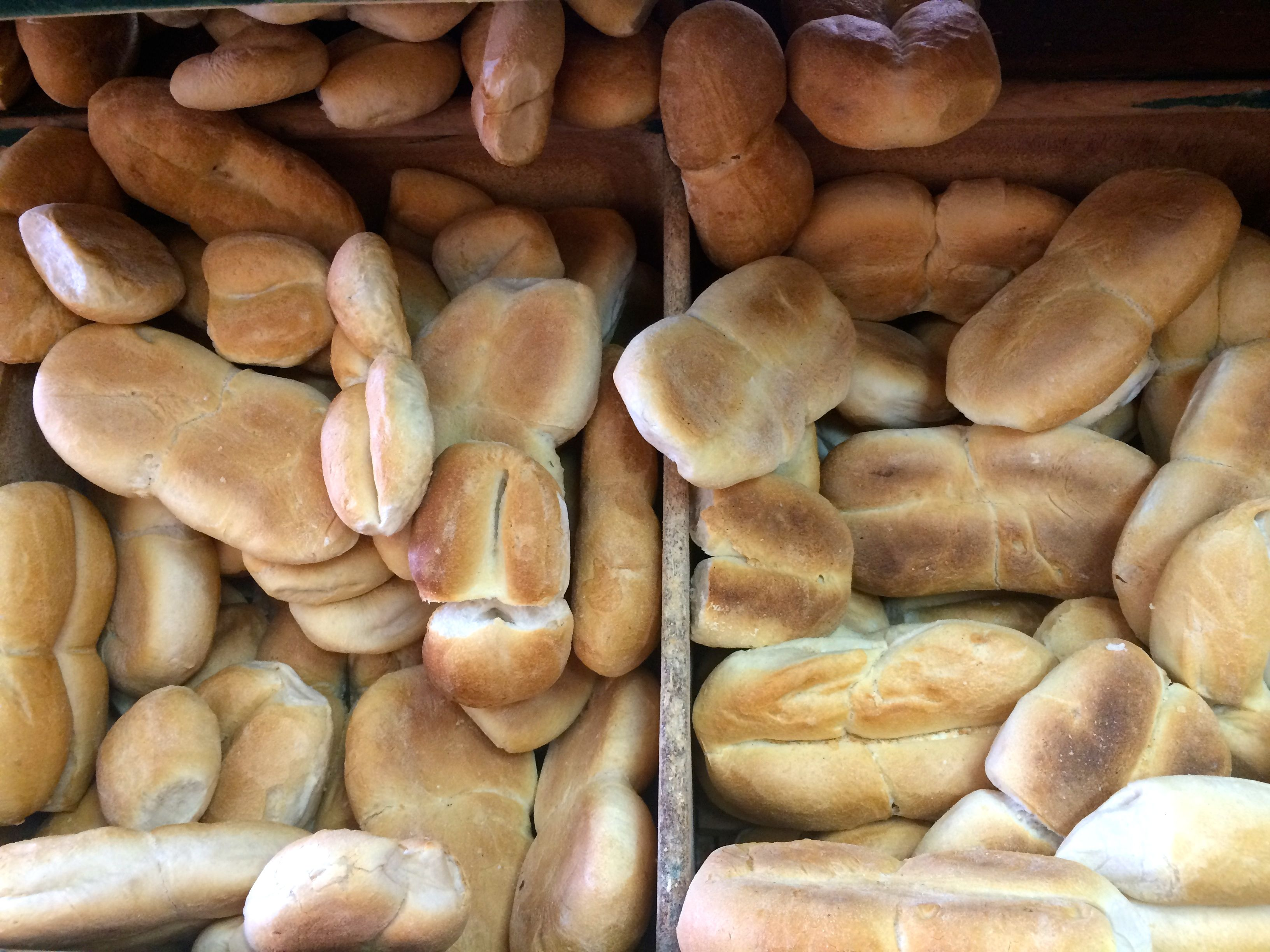
Marraquetas (también conocidas en Chile como «pan batido» o «pan francés») en una panadería de Viña del Mar

Algunos de los tipos de panes elaborados comúnmente en Chile son los siguientes:
- Bocado de dama
- Cachito: pan similar al croissant pero elaborado con masa de hallulla
- Candeal: pan fabricado con trigo candeal, de corteza crujiente y miga densa.
- Catuto
- Chapalele
- Chochoca: también conocido como «pan chilote».[30]
- Chocoso: pan similar a la marraqueta pero de menor tamaño, con forma lagrimal en sus bollos y una ranura mayor en el centro.
- Churrasca: pan plano, elaborado tradicionalmente con agua tibia, sal, harina sin polvos de hornear, aceite y bicarbonato, y que se cocina a las brasas.[31]
- Coliza: pan de gran tamaño y con mayor cantidad de grasa. Suele tener diseños como trama de puntos y/o bordes con formas orgánicas.
- Dobladita: Pan doblado con más manteca añadida.
- Español: pan amasado, similar a la hallulla, pero ligeramente más levantado hacia el centro.
- Flauta y mini flauta: pan derivado de la baguette, de forma alargada y con ranuras en su parte superior.
- Frica: denominación local del pan para hamburguesas.
- Hallulla
- Hot dog: pan alargado utilizado principalmente para la elaboración de completos. También conocido como «pan de completo» o «pan copihue».[32]
- Marraqueta
- Mendocino: pan similar a la hallulla en cuanto a forma y masa, pero que posee bordes circulares inversos.
- Milcao
- Monroy: pan económico consistente en un bollo ovalado de gran tamaño y masa de pan corriente.
- Pan amasado
- Pan de Pascua
- Pan de huevo: pan semi dulce elaborado con harina, azúcar, manteca, yemas, levadura y leche o agua tibia.
- Pan de hoja o milhoja
- Rosita: pan de forma ovalada, realizado con la misma masa que el pan flauta, y con un diseño de flor en su parte superior.
- Sopaipilla
- Tortilla
- Tortilla de rescoldo